# Reserva Ecológica Mata do Rio Vermelho
A Reserva Ecológica Mata do Rio Vermelho é uma unidade de conservação (UC) localizada no município brasileiro de Rio Tinto. Foi decretada reserva em 19 de outubro de 1992 pelo decreto estadual nº 14.835.
Apresenta uma área de 1.500 hectares.

## Características

### Clima
A temperatura anual fica em torno de 24º a 27°C e as médias pluviométricas alcançam cerca de 1.800 a 2.000 mm.

### Biodiversidade
A unidade é caracterizada pela floresta ombrófila densa costeira (Mata Atlântica), cujo clima é do tipo tropical quente úmido, com chuvas de outono e inverno.

### Administração
A unidade encontra-se inserida na Fazenda Sucupira, de propriedade privada, cujo principal cultivo é o de cana-de-açúcar. Atualmente a área foi repassada para Banco do Brasil, como amortização de débitos pelo proprietário das terras da Fazenda Sucupira.